# Sasakia
Sasakia es un género de lepidópteros de la familia Nymphalidae. Es originario del este de Asia.

## Especies
- Sasakia charonda (Hewitson, 1863)
- Sasakia funebris (Leech, 1891)
- Sasakia pulcherrima Chou & Li